# 14-es busz (Kaposvár)
A kaposvári 14-es busz a Belváros és Töröcske között közlekedik. Ez Kaposvár egyik leghosszabb buszvonala, a Kaposvári Közlekedési Zrt. üzemelteti.

## Útvonal
A táblázatban az autóbusz-állomásról induló irány látható.
| Útvonal                   |
| ------------------------- |
| Helyi autóbusz-állomás    |
| Berzsenyi utcai felüljáró |
| Bartók Béla utca          |
| Boróka utca               |
| Töröcske                  |

## Megállóhelyek
A táblázatban a megállók a Helyi autóbusz-állomásról induló irány szerint vannak felsorolva.
| Megálló                   | Össz. km (oda) | Össz. idő (oda) | Össz. km (vissza) | Össz. idő (vissza) | Átszállási lehetőség                                                        | A közelben található |
| ------------------------- | -------------- | --------------- | ----------------- | ------------------ | --------------------------------------------------------------------------- | --- |
| Helyi autóbusz-állomás    | 0              | 0               | 7,8               | 18                 | 1, 3, 4, 5, 6, 7, 8, 8B, 8E, 8Y, 9, 10, 11, 11Y, 12, 13, 15, 18, 31, 81, 91 | Polgármesteri Hivatal, Járási Hivatal, Szivárvány Kultúrpalota, Corso Bevásárlóközpont, Retro Club, Somogy Áruház, Rippl-Rónai Múzeum, Somogy Megyei Levéltár, Somogy Megyei Önkormányzat, Távolsági autóbusz-állomás, Rendelőintézet, Szarvas Üzletház, Vasútállomás                     |
| Berzsenyi utcai felüljáró | 0,6            | 2               | 7,1               | 16                 | 1, 3, 4, 5, 11, 11Y, 13, 15, 31 Corso Bevásárlóközpont: 12                  | Polgármesteri Hivatal, Járási Hivatal, Kapos Hotel, Nagyboldogasszony-székesegyház, Nagyboldogasszony Római Katolikus Gimnázium, Püspöki Palota, Somogyi Hírlap szerkesztősége, Széchenyi István Kereskedelmi és Vendéglátóipari Szakképző Iskola, Corso Bevásárlóközpont, Kaposvár Plaza |
| Bartók Béla utca          | 1,9            | 4               | 6,1               | 14                 | 4B, 5, 15                                                                   | Virágfürdő, Jókai liget, Donnerváros központja, Szent Kereszt-templom, Posta, Söröskorsó szökőkút, Kapos folyó |
| Táncsics Mihály utca      | 2,6            | 6               | 5,4               | 12                 | 4A                                                                          | |
| Zichy utca                | 3,1            | 7               | 4,9               | 11                 |                                                                             | Kaposhegy |
| Aranyeső utca             | 3,6            | 8               | 4,3               | 10                 |                                                                             | Víztorony, Kaposhegy |
| Gyertyános                | 4,5            | 10              | 3,4               | 8                  |                                                                             | Gyertyános parkerdő, Gyertyános-völgy, Négytestvér-forrás, Kőér-forrás, Kaposvári Korona Lovassport Egyesület |
| Kertbarát felső           | 5,1            | 11              | 2,8               | 7                  |                                                                             | Kapos-Zselic kertváros |
| Kertbarát alsó            | 5,7            | 12              | 2,2               | 6                  |                                                                             | Kapos-Zselic kertváros |
| Szőlőhegy                 | 6,6            | 14              | 1,3               | 4                  |                                                                             | |
| Fenyves utca 37/A         | 7,5            | 16              | 0,7               | 2                  |                                                                             | Töröcske |
| Fenyves utca 31.          | 7,7            | 17              | 0,4               | 1                  |                                                                             | Töröcskei Közösségi Ház, Játszótér, Harangláb, Temető |
| Töröcske, forduló         | 8              | 18              | 0                 | 0                  |                                                                             | Kaposi Mór Oktató Kórház Célgazdasága |

## Betétjáratok

### 14A
A járat a Zselici út, a Táncsics Mihály utca és a Koppány vezér utca érintésével közlekedik. Menetidő: + 5 perc, + 3,6 km.

### o14
A járat a Kaposi Mór Oktató Kórház Célgazdaságának (Töröcske) érintésével közlekedik. Menetidő: + 2 perc, + 1,5 km.

## Menetrend
- Aktuális menetrend Archiválva 2013. november 14-i dátummal a Wayback Machine-ben
- Útvonaltervező[halott link]